# Gościcino
Gościcino (dodatkowa nazwa w j. kaszub. Gòscëcëno) – wieś kaszubska w Polsce położona w województwie pomorskim, w powiecie wejherowskim, w gminie Wejherowo. 
Wieś szlachecka położona była w II połowie XVI wieku w powiecie puckim województwa pomorskiego. W latach 1954–1972 istniała Gościcino do której należała wieś, ale była siedzibą gromady tylko do 1959 r. W latach 1975–1998 wieś administracyjnie należała do województwa gdańskiego.
W miejscowości znajduje się rzymskokatolicka parafia Matki Bożej Nieustającej Pomocy należąca do dekanatu Luzino, archidiecezji gdańskiej.
We wsi znajduje się Dworek Drzewiarza, w którym można obejrzeć stare narzędzia do obróbki drewna.

## Części wsi
| SIMC    | Nazwa        | Rodzaj     |
| ------- | ------------ | ---------- |
| 1015860 | Letni Dwór   | część wsi  |
| 1015877 | Zielony Dwór | część wsi  |
| 0176590 | Zybertowo    | przysiółek |

Mieszkańcy wyróżniają jeszcze:Białasowizna, Nowe Osiedle

## Demografia
- 2002: 4399 mieszkańców
- 2006: 5091 mieszkańców
- 2007: 5180 mieszkańców
- 2008: 5278 mieszkańców
- 2011: 5607 mieszkańców
- 2012: 5753 mieszkańców
- 2014: 5893 mieszkańców
- 2016: 5964 mieszkańców
- 2017: 6029 mieszkańców

## Nazwa
Podczas zaboru pruskiego wieś nosiła nazwę niemiecką Gossentin.
Wieś jest położona nad rzekami Bolszewką i Gościciną. Liczba mieszkańców Gościcina każdego roku zwiększa się. Przez wieś Gościcino biegnie linia kolejowa Gdańsk – Stargard Szczeciński oraz droga krajowa nr 6. We wsi Gościcino znajduje się stacja kolejowa Gościcino Wejherowskie. Kolejowy ruch pasażerski obsługiwany jest przez pociągi oraz trójmiejską SKM.

## Komunikacja miejska MZK Wejherowo
- Linia nr 3: Gościcino Robakowska - Wejherowo Odrębna
- Linia nr 7: Gościcino PKP / Gościcino Robakowska - Wejherowo Cegielnia
- Linia nr 10: Kębłowo Wiejska - Wejherowo Pomorska

## Budynki użyteczności publicznej w Gościcinie

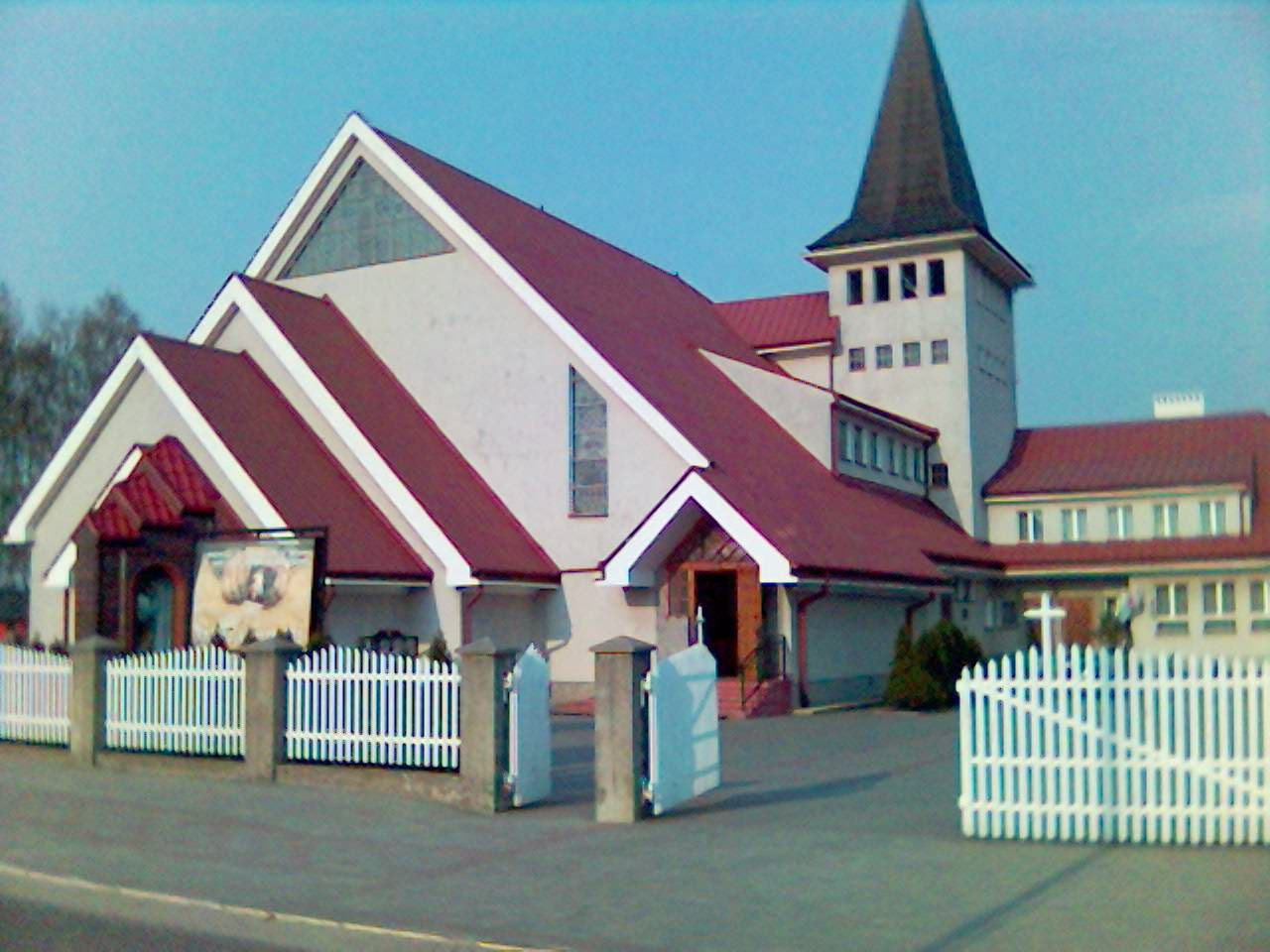
Kościół parafialny pw. NMP Nieustającej Pomocy

- Kościół
- Biblioteka Parafialna
- Ośrodek Zdrowia
- Straż Pożarna
- Szkoła Podstawowa
- Przedszkole
- Sklepy spożywcze i przemysłowe
- Zakłady usługowe
- Dworzec kolejowy

## Kluby sportowe
- Klub Sportowy Amator Gościcino
- Młodzieżowy Klub Sportowy Promotor Fan Gościcino

## Zabytki
Według rejestru zabytków NID na listę zabytków wpisane są domy robotnicze (11 domów), ul. Drzewiarza 23-45, 30-48, 1909, nr rej.: A-1046 z 28.12.1983.

## Ludzie związani z Gościcinem
Cezary Klimek – nauczyciel, kierownik szkoły i działacz społeczny. W zaborze pruskim aż do 1920 roku językiem wykładowym był niemiecki, jedynie religii do 1905 roku uczono po polsku. Przed 1918 rokiem kierownikiem szkoły był Niemiec o nazwisku Fett, a nauczycielem Polak Cezary Klimek. Po zakończeniu I wojny światowej oraz odzyskaniu niepodległości (dla Pomorza było to w lutym 1920 roku) kierownikiem został Cezary Klimek, który pełnił tę funkcję do 1935 roku. Angażował się również społecznie – w 1938 roku był sekretarzem kółka rolniczego w Gościcinie.
Jego imieniem i nazwiskiem nazwano jedną z ulic w Gościcinie.